# Щ-310
«Щ-310» — советская дизель-электрическая торпедная подводная лодка времён Второй мировой войны, принадлежит к серии V-бис 2 проекта Щ — «Щука».

## История строительства
Подводная лодка была заложена 6 ноября 1933 года в Горьком на заводе «Красное Сормово» под строительным номером 550/4 и с именем «Белуха». 15 сентября 1934 года получила обозначение Щ-310. 10 апреля 1935 года спущена на воду, после достройки была переведена на Балтику. Вступила в строй 20 августа 1936 года в соответствии с приказом НКО-37. 17 сентября 1936 года подписан приёмный акт.
При постройке Щ-310 была оснащена сетепрорезателем системы «Сом», при этом форма носовой части стала угловатой, заметно отличающейся от многих других субмарин проекта.

## Командиры лодки
- Бок Д. Ф. (9 сентября 1935 — 4 февраля 1937)
- Семенов И. А. (февраль 1938 — декабрь 1938)
- Овечкин Н. М. (10 февраля 1939 — 28 февраля 1940)
- Морозов П. А. (29 февраля 1940 — 7 декабря 1940)
- Ярошевич Д. К.[П 1] (декабрь 1940 — 15 марта 1944)
- Богорад С. Н. (15 марта 1944 — июнь 1945)
- Никулин В. Т. (13 июня 1945 — 9 июля 1947)
- Петелин А. И. (апрель 1948 — август 1948)

## Боевые соединения
- 21 августа 1936 — ноябрь 1939 21-й ДиПЛ 2-й БрПЛ Балтийского флота ВМФ СССР, Кронштадт
- ноябрь 1939 — 11 февраля 1941 21-й ДиПЛ 1-й БрПЛ Балтийского флота ВМФ СССР, Таллин
- 11 февраля 1941 — 21 ноября 1941 6-й ДиПЛ 2-й БрПЛ[П 2] Балтийского флота ВМФ СССР, Таллин
- 21 ноября 1941 — 15 февраля 1946 3-й ДиПЛ БрПЛ Балтийского флота ВМФ СССР, Кронштадт
- 15 февраля 1946 — 17 августа 1953 4-й ВМФ Краснознаменного Балтийского флота , Кронштадт

## Боевой путь
За время войны, учитывая период Советско-финской войны, лодка совершила семь боевых походов, проведя в общей сложности в море 157 суток. Во время Великой Отечественной войны совершила 5 боевых походов (149 суток), осуществила 22 торпедные атаки, выпустив 43 торпеды и потопив 3 судна.

### Первый поход (29 ноября 1939 года — 6 декабря 1939 года)
- Осенью 1939 года Щ-310 перебазировалась в Таллин. Принимала участие в Советско-финской войне 1939—1940 годов.
- С 29 ноября по 6 декабря 1939 года находилась на позицию № 18 (западные подходы к острову Саарема). Целью нахождения на заданной позиции являлась дальняя блокада и наблюдение за шведским флотом.
- 5 декабря, когда нейтралитет Швеции уже не вызывал сомнения, подлодка получила приказ возвращаться в Таллин. О контактах с противником информация отсутствует[3].

### Второй поход (8 декабря 1939 года — 17 декабря 1939 года
- С 8 декабря 1939 года подлодка патрулировала район маяка Ландсорт[П 3]. Встреч с противником не имела, поскольку шведы предоставляли финским транспортным судам для передвижения собственные территориальные воды.[3].
- 16 декабря позиция у Ландсорта была упразднена и 17 декабря Щ-310 вернулась на рейд Либавы.

### Третий поход (23 июня 1941 года — 15 июля 1941 года)
- 23 июня 1941 года Щ-310 вышла на патрулирование позиции № 6[П 4]. Встреч с противником не имела. При возвращении в базу, на подходах к проливу Соэла-Вяйн, ночью 11 июля, находясь в удобной для атаки позиции, обнаружила погружающуюся подлодку, идентифицированную как немецкая типа IID. Позже выяснилось, что это была U-144[4]. Находящийся на борту командир дивизиона капитан 2 ранга М. В. Федотов приказал погрузиться и лечь на грунт. За эти действия Федотов по возвращении из похода был понижен в должности до командира лодки[4].
- 16 сентября 1941 года Щ-310 перешла из Таллина в Кронштадт, и уже 21 сентября была готова выйти на позицию. Однако тяжёлая обстановка на ТВД вынудила командование флота изменить планы. Щ-310 была использована для усиления базировавшегося на Лавенсаари, Большом Тютерсе и Гогланде Передового отряда Балтийского Флота ВМФ СССР.
- 16 октября 1941 года, во время шторма в бухте Суркюле, Щ-310 несколько раз ударилась об стоящую рядом Л-3 «Фрунзенец» и была вынуждена вернуться для ремонта на завод № 194, который закончился лишь к концу лета 1942 года. Приёмный акт был подписан 10 сентября. Л-3 «Фрунзенец» также получила повреждения топливных и балластных цистерн, и находилась на ремонте до 21 ноября 1941 года[5].
- 16 сентября 1942 года субмарина перешла в Кронштадт, и 20 сентября 1942 года её отконвоировали в точку погружения юго-западнее Лавенсаари.

### Четвёртый поход (19 сентября 1942 года — 13 октября 1942 года)
- 19 сентября 1942 года, в сопровождении четырёх тральщиков, Щ-310 совместно с С-12, была отконвоирована в точку погружения.
- 28 сентября Щ-310, патрулируя позицию № 2 в районе Данцигской бухты обнаружила и атаковала немецкое грузовое судно «Franz Rudolf» (1 419 брт) двухторпедным залпом и двумя одиночными торпедами. В цель попала только последняя торпеда, транспорт затонул.
- 29 сентября подлодка выпустила поочерёдно четыре торпеды по пароходу «Annelis Christophersen», не добившись попаданий.
- 3 октября Щ-310 обнаружила и атаковала последней торпедой из подводного положения с дистанции 12-13 кабельтовых неустановленную немецкую подлодку. Попадания не было. С немецкой стороны факт атаки не подтверждён.
- 12 сентября, при возвращении на базу лодка подорвалась на мине в районе минного заграждения «Rukajärvi». Взрыв произошёл в 19,5 метрах выше лодки предположительно в результате касания противотральной трубки, но тем не менее нанёс тяжёлые повреждения. Судя по полученным повреждениям, это была якорная гальваноударная мина типа ЕМС II образца 1937 г[П 5]. В пяти первых отсеках появились течи, вышли из строя главная балластная магистраль, перископы, эхолот и акустические приборы, разбилось несколько аккумуляторов, отказал главный осушительный насос. От носовой оконечности до центрального поста прочный корпус провалился между шпангоутами, которые торчали наружу.[6] Всплыв, Щ-310 уже не смогла погрузиться и проделала оставшийся путь до точки встречи с эскортными сторожевыми катерами в надводном положении.
- До лета 1943 года лодка простояла в Ленинграде на ремонте. В это время она получила экспериментальную 76-мм артиллерийскую установку с длиной ствола 16,5 калибров на станке стандартного орудия 21-К.

Щ-310 планировалось вывести на боевое патрулирование в июле или августе 1943 года, но после постановки немцами эшелонированных минных заграждений и противолодочных сетей, перекрывших фарватеры от о. Нарген до побережья Финляндии в районе полуострова Порккала-Удд (так называемая, «нарген-порккалауддская линия» или «Nashorn») и у о. Гогланда, Хапасарских шхер и Нарвского залива («Zeeigel» и «Rukajärvi»), насчитывающих более 13 000 мин и минных защитников, операции с участием подлодок КБФ на Балтике практически прекратились.

### Пятый поход (28 сентября 1944 года — 16 октября 1944 года)
- 28 сентября 1944 года Щ-310 вышла к точке погружения совместно с Щ-318 и Щ-407. Эскорт составляли пять тральщиков и столько же сторожевых катеров[8].
- 3 октября заняла место на позиции № 1 (район Аландских островов).
- 4 октября Щ-310 сменила позицию и перешла к Ирбенскому проливу. В ночь на 6 октября атаковала конвой в районе Виндавы. Надводная вахта наблюдала потопление транспорта, но зарубежные источники[9] это не подтверждают.
- 8 октября Щ-310 атаковала и потопила по данным визуального наблюдения буксирный пароход в районе с координатами 57°13′05″ с. ш. 21°13′03″ в. д.HGЯO. В настоящее время считается, что это была немецкая землечерпалка «Pumpenbagger III»[П 6] (587 брт). Через несколько минут, в 1:25 лодка обнаружила и атаковала немецкий транспорт «RO-24» (4 499 брт), который после попадания торпеды затонул.
- 14 октября в районе с координатами 57°18′04″ с. ш. 21°12′08″ в. д.HGЯO атаковала двумя торпедами типа 45-36 транспорт водоизмещением около 5 000 т., который, по данным визуального наблюдения, через 3 минуты затонул. Зарубежными источниками не подтверждается.
- 10 октября Щ-310 безуспешно атаковала танкер «Hiddensee» (643 брт).[10]
- 14 октября, в связи с израсходованием торпед, подводная лодка покинула зону патрулирования и 16 октября подошла к месту встречи с финскими сторожевыми катерами.

### Шестой поход (1 декабря 1944 года — 15 января 1945 года)
- Утром 4 декабря 1944 года Щ-310 подошла к району патрулирования возле Виндавы. Погодные условия заставляли лодку проводить постоянные дифферентовки и погружения для борьбы с обледенением корпуса[11].
- 21 декабря в районе с координатами 56°12′00″ с. ш. 20°31′08″ в. д.HGЯO тремя торпедами атаковала транспорт водоизмещением около 7 000 т. Верхняя вахта наблюдала его гибель, зарубежные подтверждения отсутствуют.
- 30 декабря и 2 января Щ-310 дважды неудачно атаковала суда из состава обнаруженных конвоев.
- 7 января 1945 года в районе с координатами 56°10′08″ с. ш. 20°27′07″ в. д.HGЯO тремя торпедами с 8 кабельтовых атаковала транспорт водоизмещением около 6 000 брт. Подтверждений попадания нет.
- 12 января Щ-310 начала возвращение на базу в виду окончания срока автономности и 14 января встретилась с эскортом в районе маяка Богшер.
- 6 марта 1945 года Щ-310 стала Краснознамённой.

### Седьмой поход (23 марта 1945 года — 26 апреля 1945 года)
- 23 марта 1945 года Щ-310 в сопровождении финских ледоколов вышла на позицию № 1, в район Либавы.
- 27 марта в 30 милях к юго-западу от Либавы атаковала транспорт водоизмещением около 5 000 брт, зарубежных подтверждений нет. Командование засчитало победу.
- 11 апреля двумя торпедами типа 45-36 безуспешно атаковала транспорт, охраняемый двумя сторожевиками и тральщиком.
- В ночь на 14 апреля в районе с координатами 56°23′ с. ш. 20°12′ в. д.HGЯO из надводного положения тремя торпедами атаковала транспорт, охраняемый сторожевиком и катером. Подтверждений попаданий нет. Командование засчитало победу.
- 18 апреля и 20 апреля Щ-310 дважды обнаруживала конвои противника, но не смогла их атаковать. В первый раз из-за поломки дизеля, во второй — по причине активных противолодочных действий кораблей эскорта.
- 22 апреля у Лиепаи двумя торпедами безрезультатно атаковала транспорт в охранении сторожевика и катера.
- 24 апреля двумя торпедами типа 45-36 безрезультатно атаковала транспортное судно, шедшее в составе конвоя. 26 апреля вернулась на базу в Турку, в виду израсходования боекомплекта.

## Награды
- 6 марта 1945 года — Орден Красного Знамени — награждена указом Президиума Верховного Совета СССР от 6 марта 1945 года за образцовое выполнение боевых заданий командования на фронте борьбы с немецко-фашистскими захватчиками и проявленные при этом доблесть и мужество.

## Послевоенный период
- 9 июня 1949 года Щ-310 переименована в С-310.
- 17 августа 1953 года разоружена, исключена из состава флота и передана в ОФИ[П 7] Краснознамённого Балтийского флота.
- В 1958 году разделана на металл в Лиепае или использована в качестве мишени и потоплена у острова Рухну в Рижском заливе.

## Атаки на лодку
- 16 сентября 1942 года на выходе из огражденной части Морского канала подлодка попала под прицельный огонь немецкой артиллерии. Ушла из под обстрела при помощи катеров-дымзавесчиков из 10-го дивизиона сторожевых катеров-дымзавесчиков Балтийского флота (10-й ДСКД)[12].
- В конце сентября 1942 года в районе банки Калбодагрунд (позиция № 1) лодка подверглась атаке двух сторожевых катеров противника, сбросивших несколько серий глубинных бомб, которые взорвались в непосредственной близости от кормы. В кормовых отсеках отказало освещение, сорвало с креплений некоторые приборы, получил повреждение шестой торпедный аппарат. Противник счёл лодку уничтоженной. Экипажи катеров (как позже выяснилось, финских)[13] получили награды.
- Зимой 1943 года в рубку, стоявшей у стенки Канонерского судоремонтного завода, Щ-310 попал артиллерийский снаряд. Погиб главный старшина лодки В. С. Говоров.[13] О характере и степени повреждений данные отсутствуют.
- 8 октября 1944 года тральщик «М-17» на расстоянии сбросил 4 глубинные бомбы[14].
- 14 октября 1944 года в районе с координатами 56°20′ с. ш. 20°27′ в. д.HGЯO, при неудачной попытке атаки конвоя, на подлодку было сброшена серия глубинных бомб судами эскорта.[15]
- 21 декабря 1944 года близ Мемеля «Щ-310» атаковали корабли эскорта, сбросив на удалении 4 глубинные бомбы.
- 2 января 1945 года «Белуха» безуспешно атаковала конвой в районе с координатами 56°10′ с. ш. 20°27′ в. д.HGЯO, а сама подводная лодка поверглась продолжительной атаке кораблей эскорта, сбросивших несколько десятков глубинных бомб. Данные о повреждениях отсутствуют.
- 14 апреля 1945 год после неудачной атаки транспорта у Гроссендорфа (выпущено три торпеды) была контратакована эсминцами Z-34 и T-36 из состава эскорта конвоя, следовавшего из Либавы[16].
- 20 апреля 1945 года лодке пришлось экстренно погрузиться во избежание атаки немецкого сторожевого катера. Применение глубинных бомб не зафиксировано.

## Подтверждённые победы
| Судно              | Тип            | Принадлежность                                                          | Дата             | Груз                                      | Тоннаж (БРТ) | Судьба   | Примечание |
| «Franz Rudolf»     | грузовое судно | Красный флаг, в центре которого находится белый круг с чёрной свастикой | 28 сентября 1942 |                                           | 1 419        | потоплен | Спущен на воду в 1906 году верфью «Howaldtswerke» в Киле для датской судоходной компании «Holm & Wonsild». Получил название «Veratyr». Длина — 73 м, ширина — 11 м, скорость хода — 8,5 узлов. Использовался на линиях Нью-Йорк — Буэнос-Айрес, Нью-Йорк — Гавана. В 1928 году продан немецкой компании F.L.Nimtz и переименован в «Franz Rudolf». Место гибели: 30 км северо-восточнее Столпмюнде                               |
| «Pumpenbagger III» | землечерпалка  | Красный флаг, в центре которого находится белый круг с чёрной свастикой | 8 октября 1944   |                                           | 587          | потоплен | Спущен на воду данцигской императорской верфью «F. Schichau» в 1905 году. Использовался в качестве дноуглубителя. Место гибели: район Виндавы |
| «RO-24»            | грузовое судно | Красный флаг, в центре которого находится белый круг с чёрной свастикой | 8 октября 1944   | Магнитные мины, около 1000 военнослужащих | 4 449        | потоплен | Спущен на воду в 1928 году английской верфью «Clyde Shipbuilding & Engineering Co. Ltd.» для голландской судоходной компании «Stoomvaart Maatschappij Wijklijn N. V. (Erhardt & Dekkers)». Получил название «Zonnewijk». Длина — 117,01 м, ширина — 16,12 м, скорость хода — 10,5 узлов. После оккупации Голландии был включён в состав германского флота под названием «RO-24». Место гибели: район Виндавы. Около 230 погибших |

Всего подтверждённых источниками побед 3. Общий подтверждённый тоннаж 6311 брт.

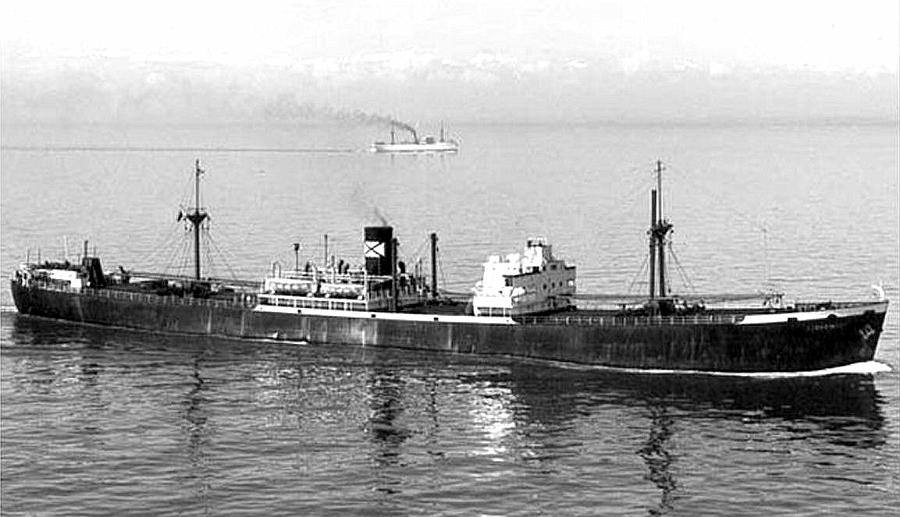
Довоенная фотография «Ro-24». Судно ещё под голландским флагом и с названием «Zonnewijk»
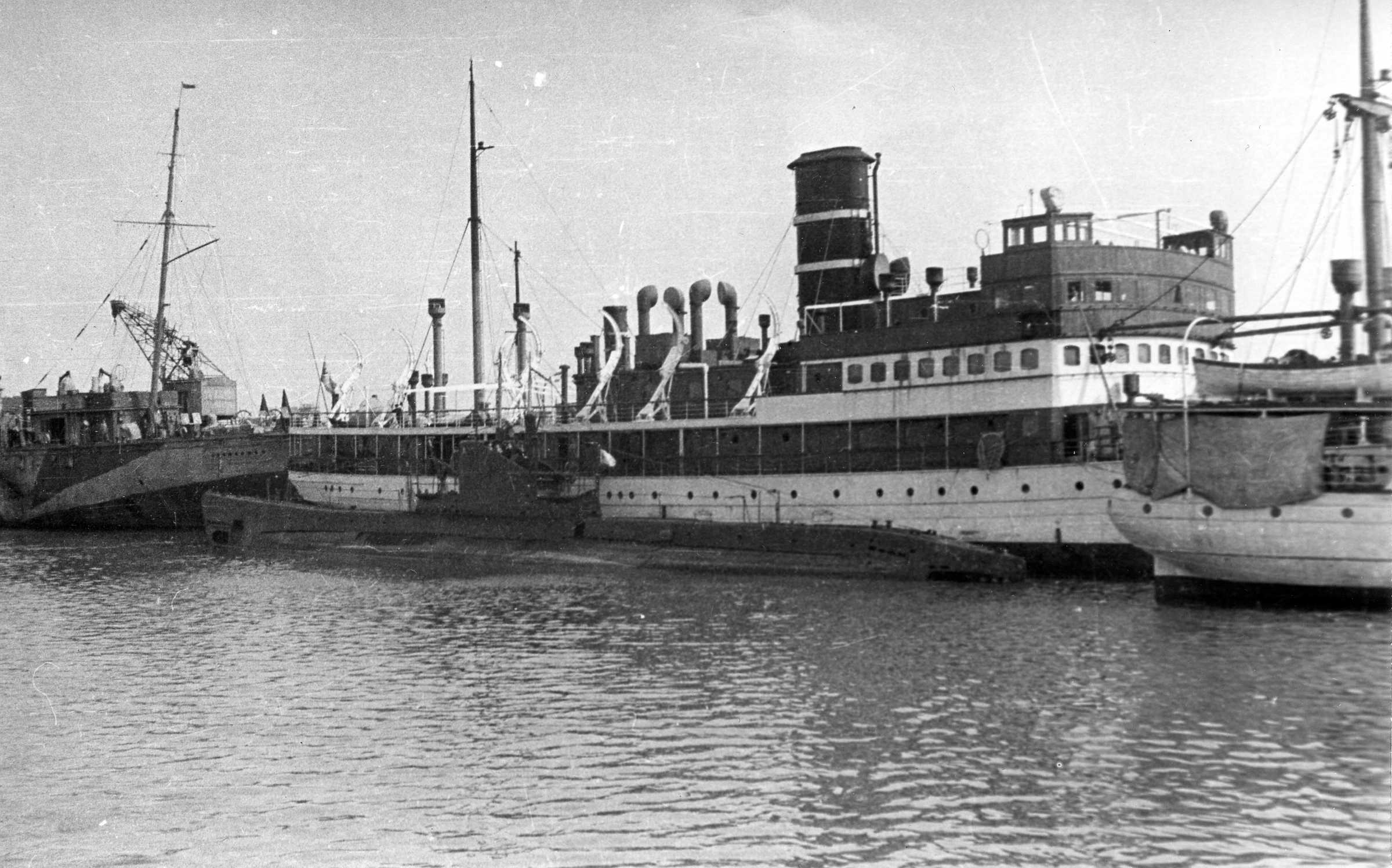
Щ-310 у борта финского парохода «Wellamo» в порту Котка
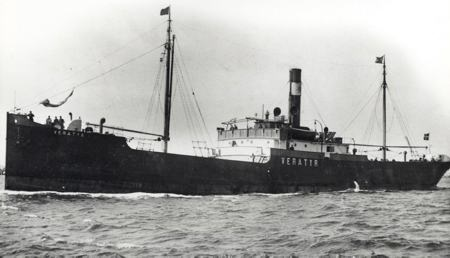
«Franz Rudolf». Судно ещё носит название «Veratyr»

## Неподтверждённые победы
По советским (российским) данным Щ-310 потопила 7 судов общим водоизмещением 10995 брт. В силу противоречивости и недостаточности информации по целому ряду рапортов об атаках Щ-310 неустановленных судов противника (особенно это касается предполагаемого тоннажа), все они требуют критического подхода и дальнейшего исследования. Некоторые источники относят на счёт побед Щ-310 учебное судно ВМФ Германии «Carl Zeiss» (бывший «Roland L. M. Russ»). По данным немецкого военного историка Юргена Ровера (нем. Jürgen Rohwer) это судно затонуло при невыясненных обстоятельствах близ Полангена 14 октября 1944 года, но было поднято и отбуксировано в устье Ужавы для дальнейшего использования в качестве блокшива. Окончательно «Carl Zeiss» погиб после авианалёта на Либаву 27 декабря 1944 года Курт Хоффман (нем. Kurt Hoffmann) в «Schiffsverluste» указывает, что судно «Carl Zeiss» водоизмещением 3400 брт (настоящее водоизмещение «Carl Zeiss» — 1320 брт) подорвалось на мине и затем затонуло в процессе буксировки в Либаву.

## Комментарии
1. ↑  С марта 1944 года командир К-53
2. ↑  С сентября 1941 года назывался 6 ДиПЛ БрПЛ
3. ↑  Позиция № 15 — южные подходы к Стокгольму
4. ↑  Район острова Готска-Сандён (швед. Gotska Sandön). Нарезка районов действий на Балтийском море в 1941 году состояла уже из 12 позиций. В 1942 их количество ещё сократилось до семи.
5. ↑  Вес заряда составляет 285 кг ТГА (тротил-гексаген-алюминиевая пудра), что соответствует 450 кг. тротила
6. ↑  В некоторых немецких источниках (Schiffsverluste) (нем.). Дата обращения: 9 ноября 2009. Архивировано 13 марта 2012 года. судно ошибочно называется «Bagger III». Также неверно указано его водоизмещение — 400 брт вместо 587 брт
7. ↑  Отдел фондового имущества